# التلوث البحري في موريتانيا
يبلغ طول ساحل موريتانيا حوالي 754 كم على طول الساحل الغربي لقارة أفريقيا و الساحل الجنوبي الشرقي للمحيط الأطلسي. تتميز المياه قبالة سواحل موريتانيا بتنوع الحياة البحرية، بما في ذلك مجموعة متنوعة من الأسماك و القشريات والرخويات مثل الأخطبوط، والكوربينا، و سمك موسى، وأسماك القرش، والحبار، و سمك الإمبراطور الشعري

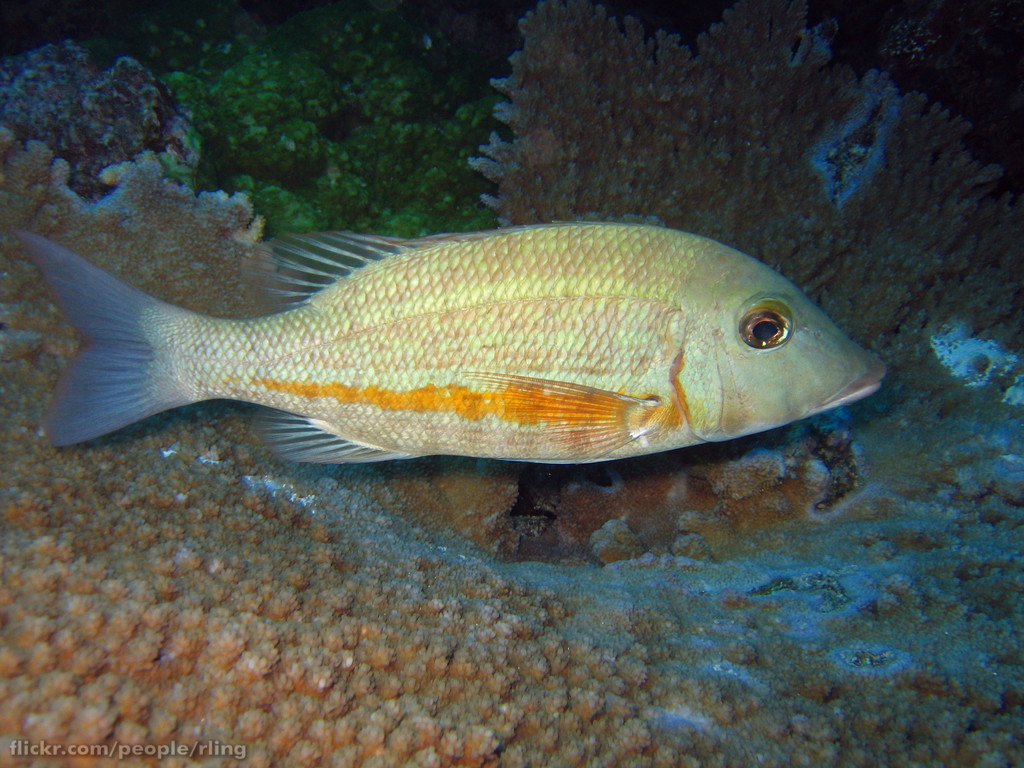
سمك الإمبراطور الشعري

، والنازلي، والجمبري، والسردين، والدنيس، والتونة، وباس البحر، والمزيد. كما تُعَدُّ شواطئ موريتانيا موطنًا للسلاحف البحرية والدلافين والحيتان. تُعَدُّ صناعة صيد الأسماك في البلاد مصدرًا مهمًا للدخل والتوظيف للشعب الموريتاني، حيث يمثل صيد الأسماك نحو 58٪ من صادرات البلاد و قيمة إيرادت تقدر ب658 مليون دولار.
تواجه موريتانيا ، حاليًا مشكلة كبيرة مع التلوث البحري و هو التلوث الهيدروكربوني في ساحلها الأطلسي ، وتحديداً في منطقة تسمى منطقة خليج ليفريير أو خليج داخلة نواذيبو المليئة بالمصانع و النشطة بحركة السيارات و بعض السفن و حيث توجد كذلك القاعدة الرئيسية الثانية للقوات البحرية الموريتانية و كذلك تعبر المنطقة أنها أحد أكبر مقابر السفن في العالم. ينتج هذا التلوث عن إطلاق مواد ضارة مرتبطة بإنتاج واستخدام الهيدروكربونات ، مثل النفط والغاز .في منتصف شهر إبريل/نيسان من العام الجاري، شهدت المياه الإقليمية الموريتانية تغطية واسعة ببقع سوداء تمتد على مساحات شاسعة. هذا الحدث تسبب في وفاة العديد من الكائنات البحرية، بما في ذلك بعض الأنواع النادرة مثل السلاحف البحرية والدلافين، إضافة إلى أنواع مختلفة من الأسماك.

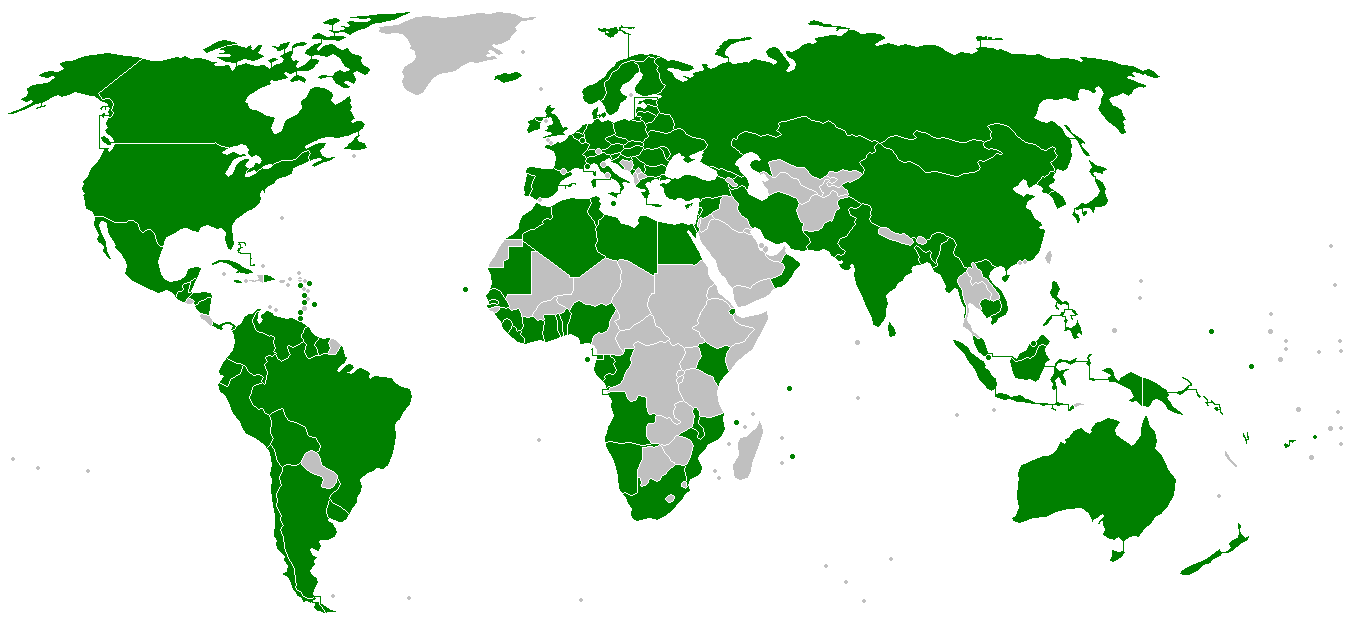
موريتانيا وقعت عام 1978 على اتفاقية ماربول 78 التي كانت تنوي ان تحد من تسريبات النفط و زيوت عوادم الإحراق من السفن في المياه الإقليمية.تتضر المياه الإقليمية الموريتانية من هذه التلوثات.

لمعالجة هذه القضية ، نفذت حكومة موريتانيا تدابير مختلفة لإدارة مواردها البحرية والساحلية بشكل فعال. أحد هذه الإجراءات هو تطوير وتنفيذ إستراتيجية وطنية للرقابة البيئية. تهدف هذه الإستراتيجية إلى تنظيم ومراقبة الأنشطة التي قد يكون لها تأثير سلبي على البيئة ، بما في ذلك التلوث من الهيدروكربونات.
بالإضافة إلى ذلك ، أنشأت موريتانيا نظام إنذار مبكر للتلوث الكيميائي. يساعد هذا النظام على اكتشاف أي حوادث أو تهديدات محتملة للتلوث الكيميائي والاستجابة لها في الوقت المناسب. من خلال وجود هذا النظام ، يمكن للسلطات اتخاذ إجراءات فورية للتخفيف من آثار التلوث وحماية النظام البيئي البحري.
ومع ذلك ، فإن التحديات التي تواجه موريتانيا تتجاوز التلوث الهيدروكربوني. تعاني البلاد أيضًا من مشاكل مثل الجفاف والتصحر وإزالة و حرائق الغابات. هذه المشكلات البيئية لها عواقب بعيدة المدى تمتد إلى البيئة البحرية أيضًا.
أحد آثار هذه التحديات البيئية هو انخفاض عدد السكان الرحل. البدو ، الذين ينتقلون تقليديًا من مكان إلى آخر بحثًا عن الموارد ، يجدون صعوبة متزايدة في الحفاظ على أسلوب حياتهم بسبب التدهور البيئي. نتيجة لذلك ، يضطر العديد من البدو والعائلات إلى الاستقرار في المناطق الريفية أو مدن الصفيح داخل المدن الموريتانية الكبيرة على الساحل مثل العاصمة نواكشوط و مدينة نواذيبو. لسوء الحظ ، غالبًا ما تفتقر هذه المناطق العشوائية إلى الوصول إلى المياه النظيفة ومرافق الصرف الصحي المناسبة ، مما يفرض صعوبات إضافية على السكان و تزيد من نسب التلوث في المدينة و بالتالي على الساحل. على كل حال لا يوجد علامات و حالات تؤكد أن مستويات التلوث البحري في موريتانيا خطيرة و تؤثر بشكل مباشر على صحة الناس في المدن و القرى الموريتانية
تهدف الحكومة إلى الحفاظ على الثروة البحرية الموريتانية من خلال تنفيذ سياسات واستراتيجيات فعالة لإدارة وصون الموارد البحرية والساحلية فقد أنشئت محمية طبيعية بحرية تعرف بمحمية أرغين. تعاني المياه الموريتانية من مشاكل الصيد الجائر الأجنبي للسمك و قد عبر كثير من الصيادين و العاملين في صيد و بيع الأسماك من رفضهم لتعديات الشركات الأجتبية  و أغلبها هذه الشركات تابعة لشركة الصين للصيد في المياه البعيدة (CDWF). و قد إدعى بعض الباحثين ان مخزون الأسماك في مياه موريتانيا قد تراجع نسبة الأسماك في المياه الموريتانية بنسبة 30%.